# André Catimba
Carlos André Avelino de Lima, detto André Catimba (Salvador, 30 ottobre 1946 – Salvador, 28 luglio 2021), è stato un calciatore brasiliano, di ruolo attaccante.

## Caratteristiche tecniche
Giocava come attaccante, ricoprendo il ruolo di centravanti.

## Carriera

### Club
Cresciuto nello Stato di Bahia, dopo il periodo iniziale all'Ypiranga venne acquistato dal Vitória di Salvador, sua città natale. Il 1972 fu anno particolarmente positivo per lui, dato che fu autore di un gol nella finale del campionato statale, vinta dal Vitória contro il Bahia, e debuttò in campionato nazionale, segnando, alla sua prima stagione, tre gol in diciotto partite. Per due stagioni consecutive si assestò sulla cifra di tredici gol, e nel 1976 fu ceduto al Guarani. In campionato segnò diciotto reti in undici incontri, attirando così l'attenzione del Grêmio, che lo portò a Porto Alegre per il III Copa Brasil. L'anno seguente raggiunse il proprio primato di marcature in una stagione, andando a segno quattordici volte nelle ventiquattro partite disputate; lasciato il club gaúcho, giocò una sola volta per il Bahia (rivale statale della sua vecchia società, il Vitória). Disputò una stagione in Argentina, all'Argentinos Juniors, e tornò in patria nel 1981, con la maglia del Pinheiros: realizzò due reti in otto incontri, che furono gli ultimi in massima serie brasiliana. Si ritirò quattro anni dopo.

## Palmarès

### Club

#### Competizioni nazionali
- Campionato Baiano: 1

Vitória: 1972
- Campionato Gaúcho: 2

Grêmio: 1977, 1979